# Laura Räty
Laura Räty (ur. 14 września 1977 w Äänekoski) – fińska polityk, lekarka i działaczka samorządowa, od 2014 do 2015 minister spraw społecznych i zdrowia.

## Życiorys
Absolwentka medycyny, w 2004 podjęła pracę w zawodzie lekarza. Zaangażowała się w działalność polityczną w ramach Partii Koalicji Narodowej, pełniła kierownicze funkcje w jej miejskich strukturach. W 2005 wybrana po raz pierwszy do rady miejskiej w Helsinkach. W 2011 objęła stanowisko zastępcy burmistrza do spraw społecznych i zdrowia publicznego.
W 2014 powołana na urząd ministra spraw społecznych i zdrowia w rządzie Alexandra Stubba. Zakończyła urzędowanie 29 maja 2015.